# Fernando Sellanes
Fernando Sellanes, vollständiger Name Fernando Damián Sellanes Lens, (* 24. April 1990 in Montevideo) ist ein uruguayischer Fußballspieler.

## Karriere
Der 1,63 Meter große Mittelfeld- bzw. Offensivakteur Sellanes stand zu Beginn seiner Karriere von der Apertura 2009 bis Anfang September 2012 in Reihen des uruguayischen Erstligisten Centro Atlético Fénix. Dort absolvierte er mindestens 29 Spiele (2009/10: 5 Spiele/kein Tor, 2010/11: 16/2; 2011/12: 8/0) in der Primera División und schoss zwei Tore. Auch bestritt er eine Begegnung (kein Tor) in der Copa Sudamericana 2011. Anschließend wechselte er zum argentinischen Verein Agropecuario, für den er zweimal (kein Tor) in der Copa Argentina auflief. Im Januar 2014 verließ er die Argentinier und setzte seine Laufbahn beim uruguayischen Zweitligisten Canadian Soccer Club fort. Bei den Montevideanern stehen für die Spielzeit 2013/14 bis zu seinem letzten Einsatz am 24. Mai 2014 gegen den Rocha FC zehn Ligaeinsätze (kein Tor) in der Segunda División zu Buche. Im Mai 2015 wurde er seitens der uruguayischen Profifußballspielergewerkschaft MUFP als vereinsloser Spieler geführt. Im August 2015 schloss er sich sodann dem Zweitligisten Huracán Football Club an. In der Saison 2015/16 bestritt er 18 Zweitligaeinsätze (ein Tor). Anfang August 2016 kehrte er zu Fénix zurück.